# Olga Glatskich
Olga Glatskich född den 13 februari 1989 i Lesnoj, Ryssland, är en rysk gymnast.
Hon tog OS-guld i rytmisk gymnastik för trupper i samband med de olympiska gymnastiktävlingarna 2004 i Aten.